# Flávio Málio Teodoro
Flávio Málio Teodoro (em latim: Flavius Mallius Theodorus) foi um oficial romano do final do século IV e começo do século V, ativo durante o reinado conjunto dos imperadores Graciano (r. 367–383) e Valentiniano II (r. 375–392) e Teodósio I (r. 378–395).

## Vida
Nada se sabe sobre as origens de Teodoro. Toda as informações concernentes a sua carreira foram registradas na obra do poeta Claudiano, que deliberadamente omite a identidade de seus pais, talvez por serem de origem humilde. Segundo ele e uma das cartas de Quinto Aurélio Símaco, Teodoro teve um filho homônimo e um irmão chamado Lampádio; possivelmente era irmão ou pai de Mânlia Dedália. Ele era cristão e Agostinho de Hipona dedicou-lhe sua Sobre a Vida Feliz (De Beata Vita). Claudiano afirmou que Teodoro viveu em Mediolano (atual Milão), e segundo Símaco favoreceu-a em detrimento de Roma.
Segundo Claudiano, Teodoro era membro da corte dum prefeito pretoriano como advogado; os historiadores da Prosopografia do Império Romano Tardio sugeriram que fosse o prefeito pretoriano da Itália, e que este ofício deve ser datado para 376. Ele foi então governador duma província africana, provavelmente cerca de 377, e consular da Macedônia ca. 378. Em 379, ingressou na administração cortesã imperial, possivelmente como mestre das memórias (magister memoriae).
Em 380, ocuparia outro ofício administrativo, conde das sagradas liberalidades ou, mais provavelmente, de conde da fortuna privada; o motivo da dúvida reside numa confusão feita pelo próprio Claudiano, que aparentemente não tinha certeza de qual ofício ele ocupou, com a segunda opção sendo proposta pelos historiadores mediante leitura do texto duma lei, atualmente preservada no Código de Teodósio, que foi recebida por ele em 18 de março de 380. Em ca. 382, Teodoro tornar-se-ia prefeito pretoriano da Gália antes de então dar uma pausa em sua carreira pública por alguns anos.
Durante os primeiros anos do reinado do imperador ocidental Honório (r. 395–423), Teodoro aliou-se com o mestre dos soldados Estilicão, então o poder atrás do trono, e de 397 a 399 reteve o posto de prefeito pretoriano da Ilíria, Itália e África; uma considerável legislação emitida durante seu tempo ocupando o ofício está preservada no Código de Teodósio. Em 399, foi nomeado cônsul posterior ao lado do eunuco Eutrópio, o poderoso e odiado prepósito do cubículo sagrado da corte do imperador Arcádio (r. 395–408). Seu colega nunca foi reconhecido no Ocidente por ser eunuco, e com a derrocada e execução dele no mesmo ano, o consulado de Eutrópio foi oficial anulado e Teodoro permaneceu como cônsul único.

## Legado
Segundo Claudiano, Teodoro foi um erudito. Escreveu a obra Sobre os Metros (De Metris), considerada por H. Keil como uma das melhores obras do gênero, que dedicou a seu filho, bem como trabalhos sobre filosofia, astronomia e geometria.
Quando, em 397, Agostinho escreveu suas Confissões, o autor mudou sua visão sobre Teodoro, que à época era prefeito pretoriano da Itália: Agostinho descreveu-o como "um homem inflado com orgulho monstruoso" e desprezou sua própria admiração por ele sentida anos antes.